# Hươu đảo Calamian
Hươu đảo Calamian (danh pháp hai phần: Axis calamianensis) là một loài động vật có vú trong họ Hươu nai, bộ Guốc chẵn. Loài này được Heude mô tả năm 1888.
Loài hươu này là loài đặc hữu tại quần đảo Calamia, tỉnh Palawan, Phlippines.

## Hình ảnh

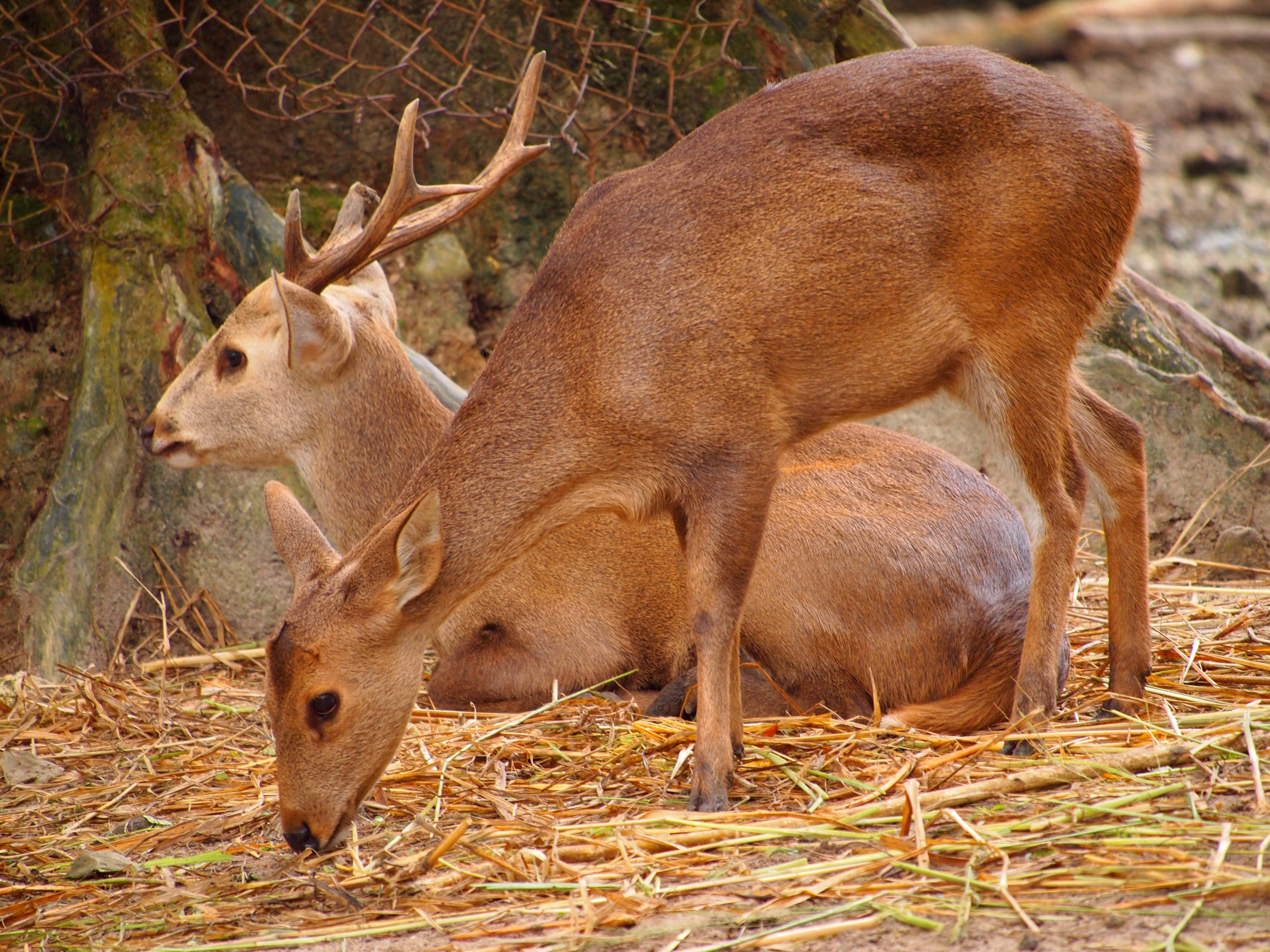